# 395 Делија
395 Делија (395 Delia) је астероид главног астероидног појаса са пречником од приближно 50,98 km.
Афел астероида је на удаљености од 3,025 астрономских јединица (АЈ) од Сунца, а перихел на 2,549 АЈ.
Ексцентрицитет орбите износи 0,085, инклинација (нагиб) орбите у односу на раван еклиптике 3,347 степени, а орбитални период износи 1699,819 дана (4,653 године).
Апсолутна магнитуда астероида је 10,38 а геометријски албедо 0,047.
Астероид је откривен 30. новембра 1894. године.